# Searsia pendulina

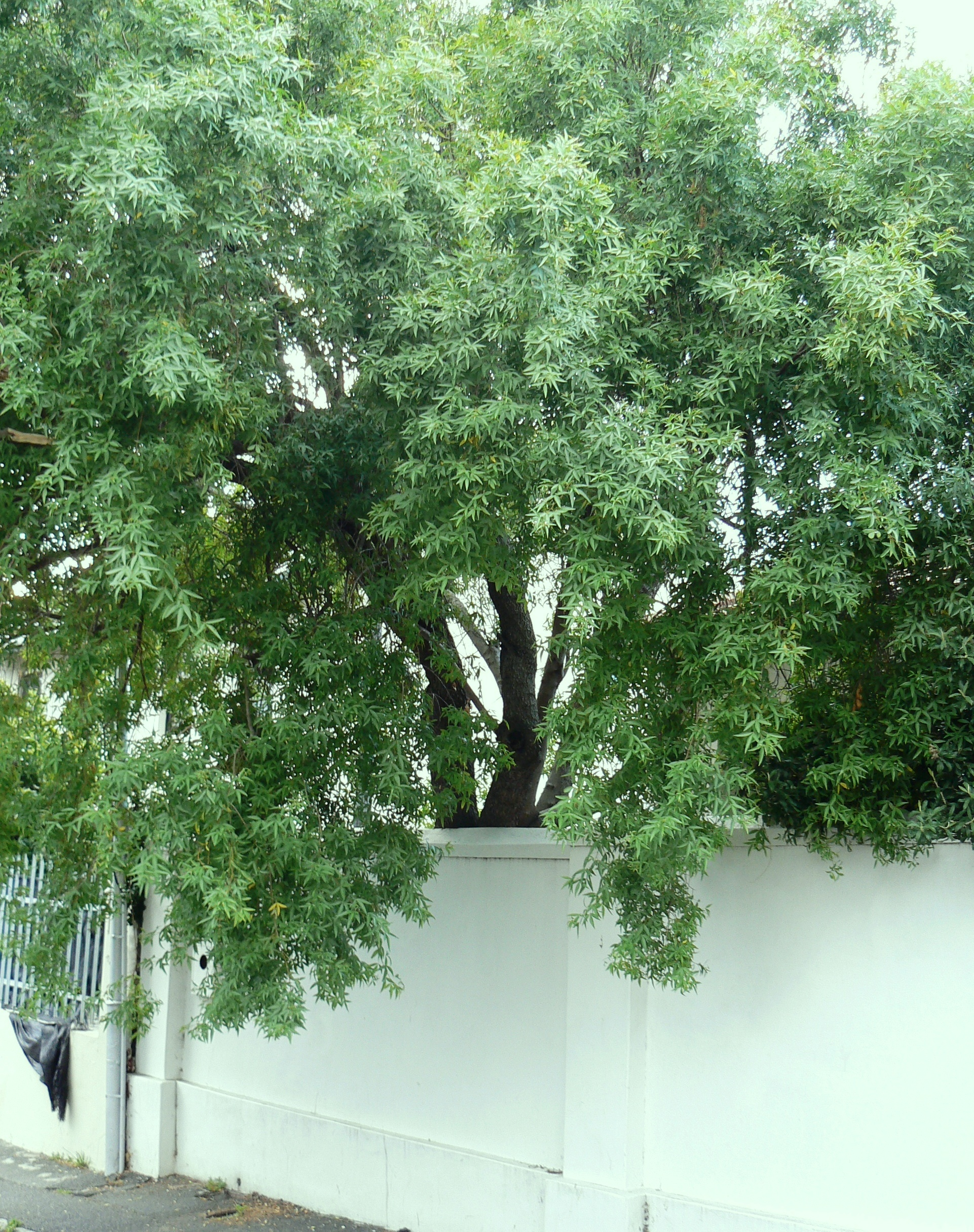
Vista de la planta

Searsia pendulina és una espècie de planta de la família de les Anacardiàcies.
És un arbre semi-caducifoli, tolerant a les gelades i de ràpid creixement. Creix naturalment al llarg del Riu Orange i alguns dels seus afluents. És resistent al vent i la sequera, té un agradable i lleuger efecte de caiguda, similar al Desmai. Pot arribar a una alçada de fins a 10 m però usualment només creix de 6 a 8 m d'alçada, amb una extensió d'uns 5 m. L'espècie està protegida al Cap Septentrional.
A l'estiu produeix rams de flors discretes que atreuen insectes. Les flors masculines i femenines es troben en flors separades i els arbres femella produeixen ramells de fruits petits rodons a finals d'estiu els quals són menjats per les aus. El fruit és comestible.
Ha estat àmpliament plantat a Sud-àfrica com un arbre de carrer i arbre de jardí, ja que es propaga fàcilment, creix ràpidament i floreix a ple Sol. No és invasor i és un excel·lent arbre d'ombra. Com en el cas de la majoria dels arbres, no s'han de plantar prop del paviment, piscines, canonades o parets, ja que el seu ràpid creixement pot afectar la seva estructura. No obstant això, tenen un sistema d'arrels no agressiu.